# Шарлот Сек
Шарлот Сек (на английски: Charlotte Seck) е модел от Сенегал.

## Биография
Шарлот Сек е родена през 1986 година в Дакар, там тя завършва началното и средното си образование, след това заминава в Париж, където учи международни отношения.